# Tútsis
Os tútsis ou tutsis (em quiniaruanda e rundi: batutsi) são um grupo étnico existindo principalmente em Ruanda e no Burundi, mas também nas regiões vizinhas do Congo-Quinxassa, do Uganda e da Tanzânia. São um povo banto e, tanto do ponto de vista linguístico, como cultural, não se distinguem dos hútus, o grupo étnico majoritário em Ruanda e no Burundi.
Os tutsis são a segunda maior divisão populacional entre os três maiores grupos em Ruanda e Burundi; os outros dois são os hútus (maior porcentagem) e os tuás (menor porcentagem). Um pequeno número de pessoas Hema, Kiga e Furiiru também vivem perto dos tútsis em Ruanda.
Pensa-se que a divisão entre estes dois grupos tem raízes sociais, uma vez que os tútsis foram a classe política dominante naquela região dos Grandes Lagos Africanos desde o século XV até à  colonização do Ruanda e do Burundi primeiro pela Alemanha e depois pela Bélgica. Geneticamente, não existem grandes diferenças entre os tútsis e os hútus.

## Etimologia
Historicamente, eles eram frequentemente chamados de Watutsi, Watusi, Wahuma, Wahima ou Wahinda. Os tútsis do Norte, que residem em Ruanda, são chamados de Ruguru (Banyaruguru), enquanto os tútsis do Sul, que vivem no Burundi, são conhecidos como Hima, os tútsis que residem em Masisi, em Quivu (RD Congo) são conhecidos como baniamasisi e os tútsis que habitam o planalto de Quivu, no Congo, são chamados de baniamulenges.

## Características
As definições de pessoas "hútus" e "tútsis" podem ter mudado de acordo com o tempo e a localização. As estruturas sociais não eram estáveis em Ruanda, mesmo durante os tempos coloniais sob o domínio belga. A aristocracia ou elite tútsi distinguia-se dos plebeus tútsis, e os hútus abastados eram muitas vezes indistinguíveis dos tútsis da classe alta.
Quando os colonos belgas realizavam censos, eles queriam identificar as pessoas em todo o Ruanda-Urundi de acordo com um esquema de classificação simples. Eles definiram "tútsi" como qualquer um que possua mais de dez vacas (um sinal de riqueza) ou com a característica física de um nariz mais longo, ou pescoço mais longo, comumente associado aos tútsis. A altura também era uma característica diferenciadora entre os tútsis e os hútus. Sua altura média é de 1,79 m, embora tenham sido registrados indivíduos com 2,13 m de altura.
Os belgas acreditavam que alguns tútsis tinham características faciais que eram geralmente atípicas de outros bantos. Eles procuraram explicar esses supostos traços físicos divergentes, postulando uma mistura com ou descendência parcial de migrantes da raça caucasóide, que supostamente teriam chegado à região dos Grandes Lagos a partir do Chifre da África e/ou do Norte da África. Em contraste, os belgas consideravam a maioria dos hútus um povo bantu característico de origem centro-africana.
Os tútsis viveram nas áreas onde estão por 400-500 anos, levando a um considerável casamento com os hútus, um povo banto na área. Nota-se que os nomes hútu e banto não são os mesmos. Devido à história de intercalada entre os hútus e os tútsis, os etnógrafos e historiadores chegaram recentemente a concordar que eles não podem ser propriamente chamados de grupos étnicos distintos.

## Genética

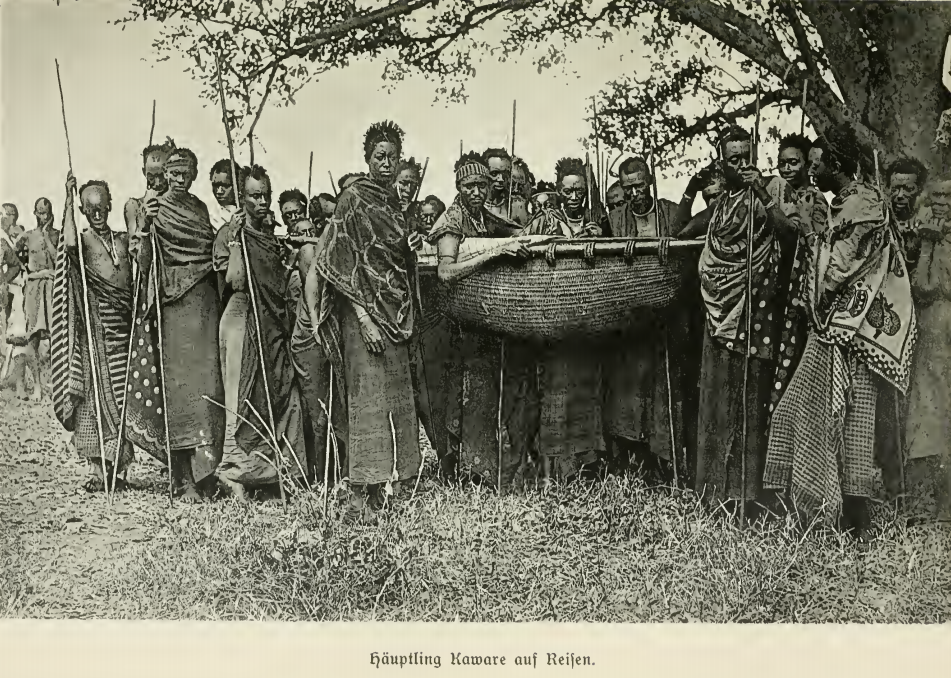
Tútsis (1904)

### DNA-Y (linhagens paternas)
Estudos genéticos modernos do cromossomo Y geralmente indicam que os tútsis, assim como os hútus, são em grande parte de extração banta (60% E1b1a, 20% B, 4% E-P2 (xE1b1a)). Influências genéticas paternas associadas ao Chifre da África e ao Norte da África são poucas (abaixo de 3% E1b1b-M35) e são atribuídas a habitantes muito anteriores que foram assimilados. No entanto, os tútsis têm consideravelmente mais linhagens paternais do haplogrupo B (14,9% B) do que os hútus (4,3% B).
Foi encontrado 22,2% de E1b1b em uma pequena amostra de tútsis do Burundi, mas nenhum portador do haplogrupo entre as populações locais de hútus e tuás. O subclado era da variedade M293, o que sugere que os ancestrais dos tútsis nessa área podem ter assimilado alguns pastores de língua cuchítica do sul. O M293 tem cerca de 4.500 anos de idade. Acredita-se que seu marcador parental E-V1515 tenha se originado na parte norte do Chifre da África em torno de há 12.000 a 14.000 anos.

### DNA autossômico (ancestralidade geral)
Em geral, os tútsis parecem compartilhar um parentesco próximo com as populações vizinhas bantu, particularmente os hútus. No entanto, não está claro se essa semelhança se deve principalmente a extensas trocas genéticas entre essas comunidades por meio de casamentos mistos ou se, em última análise, decorre de origens comuns::
[...] gerações de fluxo gênico eliminaram quaisquer distinções físicas claras que existissem entre esses dois povos bantu - notadamente altura, forma física e características faciais. Com um espectro de variação física nos povos, as autoridades belgas exigiram legalmente a filiação étnica na década de 1920, com base em critérios econômicos. Divisões sociais formais e discretas eram conseqüentemente impostas a distinções biológicas ambíguas. Até certo ponto, a permeabilidade dessas categorias nas décadas seguintes ajudou a reificar as distinções biológicas, gerando uma elite e uma classe mais baixa, mas com pouca relação com os reservatórios genéticos que haviam existido alguns séculos antes. As categorias sociais são assim reais, mas há pouca ou nenhuma diferenciação genética detectável entre hútus e tútsis.
Também foram descobertas que amostras mistas de hútus e tútsis de Ruanda eram predominantemente de origem banto, com menor fluxo gênico de comunidades afro-asiáticas (17,7% de genes afro-asiáticos encontrados na população mista de hútus/tútsis).

## História

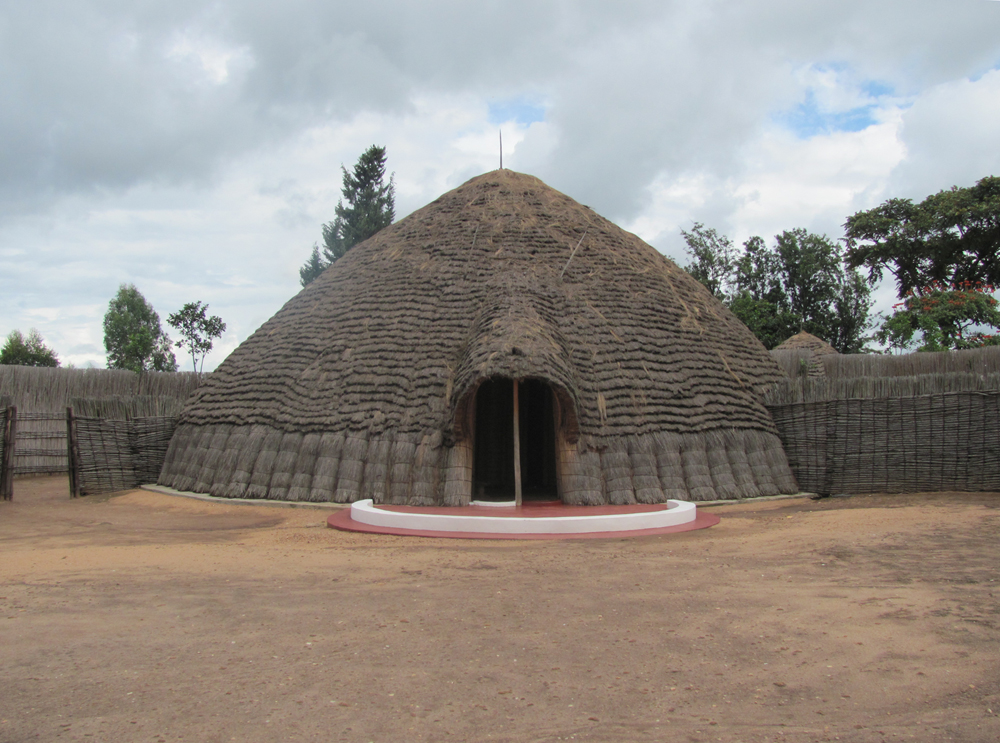
Tradicional palácio do rei tútsi em Nyanza.

Existem diferentes teorias sobre a origem dos grupos tútsis e hútus (ambos baniaruanda) que argumentam respectivamente que as diferenças entre esses dois grupos são primariamente étnicas, culturais ou simplesmente sociológicas.
Segundo alguns historiadores, como o abade de Ruanda Alexis Kagame, que concentrou suas pesquisas no assentamento de Ruanda, os tútsis chegaram a Ruanda no século XVI, sendo precedidos pelos hútus por quase seis séculos. Os tuás (pigmeus) que estavam lá são considerados os primeiros habitantes de Ruanda. Essa ordem de chegada revelaria que hútus e tútsis têm origens diferentes. Os tútsis seriam originalmente um povo nilótico e hútus um povo banto.
Isso ecoa a análise dos primeiros colonos alemães e, em seguida, belgas que dominaram Ruanda e Burundi, e afirmaram que o povo desses países eram divididos em três grupos "étnicos":  hútu, tútsi e tuá. Mas, na opinião de autores como Jean-Pierre Chrétien ou Dominique Franche, esta análise não é baseada no critério que normalmente caracterizam os grupos étnicos: todos os ruandeses e burundeses falam a mesma língua (com variações nacionais menores: quiniaruanda e rundi) e compartilham a mesma cultura. Além disso, eles vivem misturados, aceitam em muitas famílias os casamentos entre grupos e têm as mesmas crenças ancestrais ou questões de colonização.
Esses mesmos autores dizem que, antes da colonização, os hútus eram agricultores, os tútsis eram pecuaristas e os tuás coletores. Essa tradição relacionada ao trabalho, acrescentam, foi transmitida de geração em geração pelo fato de as mulheres mudarem seu status étnico no momento do casamento. Assim, uma menina nascida hútu se tornava tútsi ou tuá porque seu marido era tútsi ou tuá e vice-versa. Eram essencialmente, dizem eles, o mesmo grupo étnico que falava a mesma língua com uma variante regional. A mudança de status tinha o efeito de transmitir aos filhos nascidos dessa união a obrigação de participar do papel social e do trabalho do pai.
Antes da chegada dos colonos, Ruanda era governada por uma monarquia dominada pelos tútsis desde meados de 1600. 

### Colonização
Por volta de 1880, missionários católicos romanos chegaram à região dos Grandes Lagos. Mais tarde, quando as forças alemãs ocuparam a área durante a Primeira Guerra Mundial, o conflito e os esforços para a conversão católica tornaram-se mais pronunciados. Como os tútsis resistiram à conversão, os missionários só obtiveram sucesso entre os hútus. Em um esforço para recompensar a conversão, o governo colonial confiscou a terra tradicionalmente tútsi e transferiu-a para as tribos hútus.
A área foi governada como uma colônia pela Alemanha (antes da Primeira Guerra Mundial) e pela Bélgica. Como os tútsis haviam sido a elite governante tradicional, ambas as potências coloniais mantiveram esse sistema e permitiram que apenas os tútsis fossem educados e participassem do governo colonial. Tais políticas discriminatórias geraram ressentimento.
Quando os belgas assumiram, acreditavam que poderia ser melhor governado se continuassem a identificar as diferentes populações. Na década de 1920, exigiam que as pessoas se identificassem com um determinado grupo étnico e classificassem-nas de acordo com os censos.
Em 1959, a Bélgica inverteu sua posição e permitiu que a maioria dos hútus assumisse o controle do governo através de eleições universais após a independência. Isso refletia, em parte, a política interna belga, na qual a discriminação contra a maioria hútu passou a ser vista como semelhante à opressão dentro da Bélgica, decorrente do conflito flamengo-valão, e a democratização e o empoderamento dos hútus eram vistos como uma resposta justa à dominação tútsi. Políticas belgas hesitaram e mudaram consideravelmente durante este período que antecedeu a independência do Burundi e do Ruanda

### Independência de Ruanda e Burundi (1962)
A maioria hútu em Ruanda se revoltou contra os tútsis e conseguiu tomar o poder. Os tútsis fugiram e criaram comunidades exiladas em Uganda e na Tanzânia. No Burundi, os extremistas tútsis chegaram ao poder e oprimiram os hútus, especialmente aqueles que foram educados. Suas ações levaram à morte de até 200.000 hútus. A evidente discriminação do período colonial foi continuada por diferentes governos de Ruanda e Burundi, incluindo cartões de identidade que distinguiam tútsis e hútus.

#### Genocídio do Burundi (1993)
Em 1993, o primeiro presidente democraticamente eleito do Burundi, Melchior Ndadaye, um hútu, foi assassinado por oficiais tútsis, assim como a pessoa que tinha direito a sucedê-lo. Isso provocou um genocídio no Burundi entre as estruturas políticas hútus e os militares tútsis, no qual "possivelmente até 25.000 tútsis" foram assassinados pelos primeiros e "pelo menos tantos" foram mortos por estes últimos. Desde o Processo de Paz de Arusha, em 2000, a minoria tútsi partilha o poder de uma maneira mais ou menos equitativa com a maioria hútu. Tradicionalmente, os tútsis tinham mais poder econômico e controlavam os militares.

#### Genocídio de Ruanda (1994)

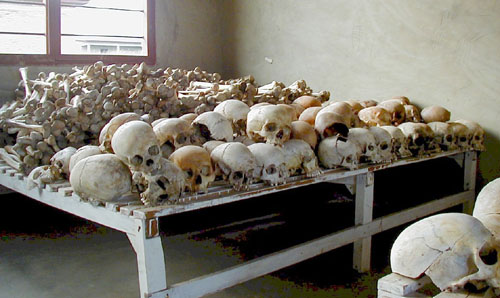
Cortes profundos feitos pelos assassinos são visíveis nos crânios que enchem uma sala na Escola Murambi.

Um padrão semelhante de eventos ocorreu em Ruanda, mas lá os hútus chegaram ao poder em 1962. Eles, por sua vez, muitas vezes oprimiram os tútsis, que fugiram do país. Depois da violência anti-tútsi de 1959-1961, os tútsis fugiram em grande número.
Essas comunidades de exilados tútsi deram origem aos movimentos rebeldes tútsis. A Frente Patriótica Ruandesa, composta em sua maioria por tútsis exilados vivendo principalmente em Uganda, atacou Ruanda em 1990 com a intenção de libertar Ruanda. O RPF tinha experiência em guerra de guerrilhas com a Guerra Civil de Uganda e obteve muito apoio do governo ugandês. O avanço inicial da RPF foi interrompido pelo levantamento de armas francesas ao governo de Ruanda. Tentativas de paz culminaram nos Acordos de Arusha.
O acordo fracassou após o assassinato dos presidentes de Ruanda e Burundi, provocando a retomada das hostilidades e o início do Genocídio de Ruanda em 1994, no qual os hútus que estavam no poder mataram de 500.000 a 1 milhão de pessoas, em grande parte de origem tutsi. Vitorioso após o genocídio, o RPF chegou ao poder em julho de 1994.

## Cultura

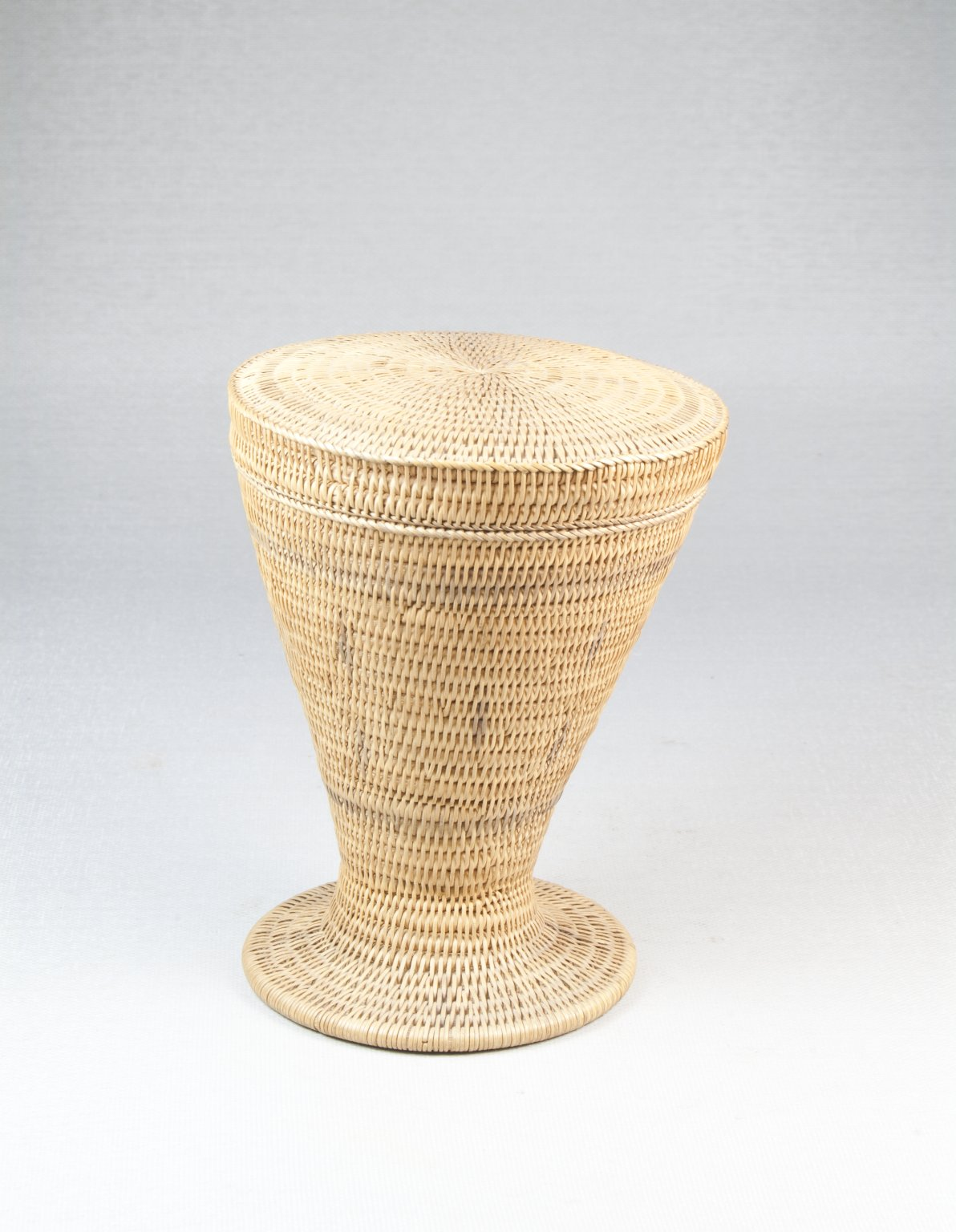
Uma cesta tradicional tútsi.

No território de Ruanda, do século XV até 1961, os tútsis eram governados por um rei (o mwami). A Bélgica aboliu a monarquia em resposta ao ativismo hútu, após o referendo nacional que levou à independência. Em contraste, na parte noroeste do país (predominantemente hútu), grandes proprietários regionais compartilhavam o poder, semelhante à sociedade Buganda (no que hoje é a Uganda).
Sob o seu sagrado rei, a cultura tútsi tradicionalmente girava em torno da administração da justiça e do governo. Eles eram os únicos proprietários de gado e se sustentavam em seus próprios produtos. Além disso, seu estilo de vida lhes proporcionava muito tempo de lazer, que passavam cultivando as altas artes da poesia, da tecelagem e da música. Devido ao status de tútsi como minoria dominante em relação aos agricultores hútus e aos outros habitantes locais, essa relação tem sido comparada à existente entre senhores e servos na Europa feudal.
Os tútsis são sorologicamente relacionados às populações bantas e nilóticas. Isso, por sua vez, descarta uma possível origem cusita para a classe dominante Tutsi-Hima fundadora nos reinos lacustres. No entanto, os costumes do enterro real dos últimos reis são bastante semelhantes aos praticados pelos antigos estados de Sidama, de Cúcida, na região sul de Gibe, na Etiópia. EEm contraste, as populações Bantu ao norte dos Tutsi-Hima no Quênia eram até os tempos modernos essencialmente sem um rei, enquanto havia vários reinos Bantu ao sul dos Tutsi-Hima na Tanzânia, todos compartilhando o padrão de chefia da Tutsi-Hima. Desde que os reinos de Sidama de Cushitic interagiram com grupos nilotas, se propõe assim que os tútsis descendem de uma tal população nilota migrante. Os ancestrais nilóticos dos tútsis teriam, assim, em tempos anteriores, servido como intermediários culturais, adotando algumas tradições monárquicas de reinos cusíticos adjacentes e subsequentemente levando consigo esses costumes emprestados quando se estabeleceram entre os bantus autóctones  na região dos Grandes Lagos.
No entanto, pouca diferença pode ser verificada entre as culturas atuais dos tútsis e hútus; ambos os grupos falam a mesma língua bantu. A taxa de casamentos entre os dois grupos era tradicionalmente muito alta e as relações eram amigáveis até o século XX. Muitos estudiosos concluíram que a determinação de tutsis era e é principalmente uma expressão de classe ou casta, e não de etnia.
Como observado acima, os estudos de DNA mostram claramente que os povos estão mais intimamente relacionados entre si do que com grupos distantes.

## Tútsis congoleses
Existem essencialmente dois grupos de tútsis no Congo. Há os baniamulenges, que vivem na ponta sul do Quivu do Sul. Eles são descendentes de migrantes ruandeses, burundianos e tanzanianos. E em segundo lugar, há tútsis em Quivu do Norte e na região de Kalehe em Quivu do Sul - que fazem parte da comunidade baniaruanda (hútu e tútsi). Estes não são baniamulenges. Alguns desses baniaruanda são descendentes de pessoas que viveram muito antes do domínio colonial em Rutshuru - sobre o que atualmente é território congolês. Outros migraram ou foram "transplantados" pelos colonos belgas de Rutshuru ou de Ruanda e principalmente se estabeleceram em Masisi em Quivu do Norte e Kalehe em Quivu do Sul.